# 浏正街街道
浏正街街道，是中华人民共和国湖南省长沙市芙蓉区下辖的一个乡镇级行政单位。

## 行政区划
浏正街街道下辖以下地区：
宝南街社区、浏正街社区和藩后街社区。